# Danny García
Danny Oscar García (ur. 20 marca 1988 w Filadelfii) – amerykański bokser, były zawodowy mistrz świata wagi lekkopółśredniej (do 140 funtów) federacji WBC i WBA.
Karierę zawodową rozpoczął 17 listopada 2007. Do października 2011 stoczył 22 walki, wszystkie wygrywając. W tym czasie zdobył tytuły WBC Youth Intercontinental, WBC Youth World oraz WBO Inter-Continental w wadze lekkopółśredniej.
24 marca 2012 w Houston otrzymał szansę walki o tytuł mistrza WBC w wadze lekkopółśredniej z broniącym tytułu, wielokrotnym mistrzem Meksykaninem Érikiem Moralesem. Morales nie był w stanie dotrzymać limitu wagowego i w przeddzień pojedynku został pozbawiony tytułu a o wakujący pas walczył wyłącznie García. Po zaciętym pojedynku, mając przeciwnika na deskach w jedenastej rundzie zwyciężył jednogłośnie na punkty i został nowym mistrzem świata. W pierwszej obronie tytułu, 14 lipca, zmierzył się z Brytyjczykiem Amirem Khanem. W stawce był również tytuł WBA Super federacji WBA, który Khan odzyskał kilka dni wcześniej po dyskwalifikacji Lamonta Petersona za stosowanie środków dopingujących. García zwyciężył przez techniczny nokaut w czwartej rundzie mając przeciwnika na deskach w rundzie trzeciej i dwukrotnie czwartej. 20 października doszło do pojedynku rewanżowego z Moralesem. Garcia zwyciężył ponownie nokautując przeciwnika w czwartej rundzie.
11 kwietnia 2015 w nowojorskim Brooklynie wygrał niejednogłośnie na punkty z mistrzem federacji IBF Lamontem Petersonem (33-3-1, 17 KO), w pojedynku w umownym limicie 143 funtów. Sędziowie punktowali 114:114 i dwukrotnie 115:113 na korzyść Garcii.
1 sierpnia 2015 w Brooklynie pokonał przez techniczny nokaut w dziewiątej rundzie Paula Malignaggiego (33-7, 7 KO).
12 listopada 2016 w Filadelfii  pokonał przez techniczny nokaut Samuela Vargasa (25-3-1, 13 KO).
8 września 2018 w Barclays Center na Brooklynie  przegrał jednogłośnie na punkty 112:116 i dwukrotnie 113:115 z Shawnem Porterem (29-2-1, 17 KO).